# Мухиндо Кьявиро, Джимми
Джимми Мухиндо Кьявиро (фр. Jimmy Muhindo Kyaviro; род. 5 апреля 1996, Кайна, Северное Киву) — конголезский шоссейный велогонщик.

## Карьера
Джимми Мухиндо родился в Кайне, в провинции Северное Киву. Он был вторым сыном в семье из семи детей. После получения государственного диплома по биологии и химии работал продавцом велосипедов. Увлеченный велоспортом, он начал участвовать в соревнованиях в 2014 году. В марте 2015 года выиграл Тур Гома, который проходил в его родном регионе Северное Киву. Стал пятым на Туре Мадагаскара.
В 2016 году проявил себя, став чемпионом ДР Конго в групповой гонке который проходил Мбужи-Майи. В течение года в составе национальной команды участвовал в нескольких африканских велогонках. На них он выиграл горную классификацию Тура Того, стал лучшим молодым гонщиком Тура Бенина и Тура ДР Конго. Также занял десятое место на Тур дю Фасо и дважды попал в топ-10 на этапах Тура Кот-д’Ивуара.
Весной 2017 года финишировал четвертым в первом этапе Тура ДР Конго. Летом принял участие во Франкофонских играх, проходивших в Абиджане (Кот-д’Ивуар), где выступил в групповой гонке. На ней он занял 22-е место и стал лучшим конголезским гонщиком, уступив победителю французу Пьеру Иджуадьена более пяти минут. В ноябре дважды финишировал в топ-10 на этапах Гран-при Шанталь Бийя. Вскоре после этого снова стартовал на Тур дю Фасо, где дважды попал в топ-10 этапах и занял 20-е место в общем зачёте став лучшим конголезским гонщиком. За неделю до рождества занял восьмое место на Туре Мадагаскара.
В 2019 году принял участие в Африканских играх 2019, проходивших в Рабате (Марокко), где выступил в групповой и индивидуальной гонках.  Несколько раз принимал участие в Чемпионат Африки.

## Достижения
2015
Тур Гома
2016
 Чемпион ДР Конго — групповая гонка

## Рейтинги
| Год                 | 2017  | 2018 | 2019 | 2020 | 2021 | 2022 | 2023 | 2024   |
| ------------------- | ----- | ---- | ---- | ---- | ---- | ---- | ---- | ------ |
| Мировой рейтинг UCI | -     | -    | -    | -    | -    | -    | -    | 2675-й |
| Африканский тур UCI | 229-й | -    | -    | -    | -    | -    | -    | -      |
|                     |       |      |      |      |      |      |      |        |
| Источник: UCI       |       |      |      |      |      |      |      |        |